# Mesoplodon perrini
El zifio de Perrin (Mesoplodon perrini) es una especie de cetáceo odontoceto de la familia Ziphidae. Es a una de las especies de zifio más recientes en cuanto a catalogación. Ejemplares varados en 1975 frente a las costas de California fueron identificadas inicialmente como zifios de Hector. Estudios posteriores de ADN demostraron que correspondía a una nueva especie, catalogándose el año 2002. Recibe el nombre en honor al cetologo William F. Perrin. 

## Descripción
La combinación de pequeño tamaño, apariencia y coloración, hace poco probable una confusión. Especímenes varados puede ser identificado por su secuencia de ADN y/o detalles anatómicos del cráneo. (Dalebout et al. 2002) 
El macho adulto mide unos 4 metros longitud, y la hembra unos 4,5.

## Población y distribución
Hasta ahora sólo se han encontrado varados en las costa de California entre San Diego y Monterey. 
No existen estimaciones de su población ni estado de conservación.